# ویکتور شیورت
ویکتور شیورت (به رومانیایی: Victor Schivert) (۱۸۶۳-۱۹۲۶) نقاش مشهور رومانیایی بود.
او تصاویری از جنگ سی ساله را نقاشی کرد.
یکی از نقاشی‌های او به نام هدیه جنگ (Kriegsbeute) در سال ۲۰۰۵ از بوهم در جمهوری چک به سرقت رفت.

## نگارخانه

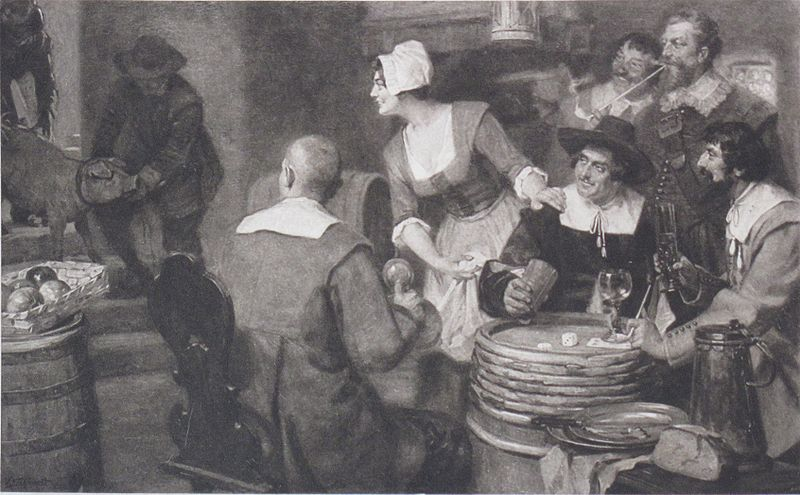
(Kriegsbeute) هدیه جنگ
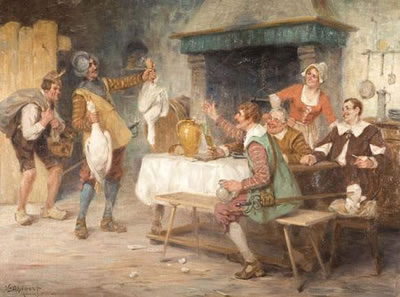
(Gute Beute) شکارخوب